# Nadine Lefaucheur
Nadine Lefaucheur, née en 1941 à Rouen, est une sociologue française. Ses recherches portent sur la famille et la pauvreté.

## Parcours de recherche
Après des études de sociologie et d’histoire, Nadine Lefaucheur a enseigné l’histoire au Gabon de 1962 à 1967. Puis, rentrée en France, elle a réalisé des études appliquées de sociologie et d’urbanisme pour divers organismes d’aménagement du territoire en Normandie de 1967 à 1973. Après plusieurs enquêtes de terrain sur les rapports entre femmes et hommes ayant donné lieu à diverses publications, elle est recrutée par le CNRS en 1981 en tant que chargée de recherche affectée au "Groupe d’étude des rôles des sexes, de la famille et du développement humain", dirigé à l’époque par Andrée Michel. Puis elle a travaillé à partir de 1987 avec le "Groupe de recherche et d’analyse du social et de la sociabilité" que dirigeait alors Robert Castel. Ce n’est qu’en 2000 qu’elle a pu se rapprocher de ses enfants installés en Martinique en intégrant l'équipe du Centre de Recherche sur les Pouvoirs Locaux dans la Caraïbe (ou CRPLC).

## Principaux thèmes de recherche
Cette section ne s'appuie pas, ou pas assez, sur des sources secondaires ou tertiaires indépendantes du sujet. Le texte peut contenir des analyses inexactes ou inédites de sources primaires.
Pour l'améliorer, ajoutez-en, ou placez des modèles {{Source secondaire souhaitée}} ou {{Source secondaire nécessaire}} sur les passages mal sourcés. (juin 2025)
Nadine Lefaucheur a consacré une grande partie de ses recherches à questionner les représentations communes des réalités familiales, que ce soit pour les images de la virilité ou des relations amoureuses qui allaient de soi chez les hommes ou pour celles qui dominaient dans la société en matière de maternité. Cet objet de recherche l'a ensuite amenée à des études historiques plus approfondies du rôle des fondateurs de l'obstétrique ou encore de la mise en place institutionnelle de la procédure de l’accouchement dit « sous X ».
Coresponsable de l’enquête ENVEF-Martinique sur « le genre et les violences interpersonnelles », elle a été conseillère scientifique de l’enquête « genre et culture à la Martinique ». Puis elle a été responsable de l’enquête « Faire famille à la Martinique » (Institut national d’études démographiques, Paris), ainsi que de l’enquête sur « Les familles monoparentales et la précarité à la Martinique » (Caisse nationale des allocations familiales, Paris)[réf. nécessaire].
Elle s’est intéressée à la notion de "filles mères"[source insuffisante] et à la question des situations de violence conjugale en fonction du genre. Nadine Lefaucheur et sa collègue Elizabeth Brown du CRIDUP se sont interrogées sur la nature des obstacles rencontrés et des ressources mobilisées pour sortir des situations de violence conjugale auxquelles s'affrontaient les femmes et les hommes en Martinique

## Œuvre
- 1992 : Les accoucheurs des hôpitaux de l'Assistance publique à Paris : de l'art des accouchements à la protection maternelle et infantile : rapport final mars 1989
- 1989 : Dissociation familiale et délinquance juvénile : les avatars scientifiques d'une représentation sociale (rapport pour la Caisse nationale d'allocations familiales)
- 1985 : (direction, avec Francis BAILLEAU & Vincent PEYRE) Lectures sociologiques du travail social, CRIV & Éditions Ouvrières, collection Politiques sociales, 220 p.
- 1980 : Nadine Lefaucheur et Marie-Françoise Le Drian, Mères célibataires. Première partie, Histoires de Marie Lambert, récits de vie à bâtons rompus : trajectoires sociales et modèles familiaux (Paris, 1980)
- 1975 : (Avec Georges Falconnet), La fabrication des mâles, Le Seuil (collection Combats), 205 p. (collection Points-Poche : 1977).